# Конопля Віталій Михайлович
Конопля Віталій Михайлович (нар.3 березня 1945 р., с. Виповзів Козелецького району, Чернігівської області) — український археолог, фахівець у сфері первісної археології (Неоліт, Енеоліт, Доба бронзи).

## Біографія
Навчався на історичному факультеті Львівського університету (1971). З 1973 року — на роботі у Львівському відділенні Інституту суспільних наук АН УРСР (сьогодні — Інститут українознавства імені І. Крип'якевича НАН України). З 2000 року — молодший науковий співробітник Археологічного музею Інституту.

## Участь в експедиціях
- 1977 р. — начальник Рівненського розвідкового загону Дністровської експедиції ІСН АН УРСР.
- 1975 р. — начальник Розвідкового загону Рівненської експедиції ІСН АН УРСР.
- 1979 р. — начальник Енеолітичного загону Рівненської експедиції ІСН АН УРСР.
- 1980 р. — начальник Енеолітичного загону Рівненської експедиції ІСН АН УРСР.
- 1981 р. — начальник Раделицької госпдоговірної експедиції ІСН АН УРСР; начальник Енеолітичного загону Рівненської експедиції ІСН АН УРСР.
- 1982 р. — начальник Прутської госпдоговірної експедиції ІСН АН УРСР.
- 1983 р. — начальник Дрогобицької, Тисменицької, Івано-Франківської і Прутської госпдоговірних експедицій ІСН АН УРСР.
- 1984 р. — начальник Верхньодністровської і Середньодністровської госпдоговірних експедицій ІСН АН УРСР.
- 1985 р. — начальник Верхньодністровської госпдоговірної експедиції ІСН АН УРСР.
- 1986 р. — начальник Середньодністровської, Тлумацької і Верхньодністровської госпдоговірних експедицій ІСН АН УРСР і начальник Рожищенського розвідкового загону Волинської госпдоговірної експедиції.
- 1987 р. — начальник трьох розвідкових загонів Волинської, Львівської і Тернопільської областей; начальник Тисменицької госпдоговірної експедиції ІСН АН УРСР.
- 1988 р. — начальник розвідкового загону Львівської госпдоговірної експедиції ІСН АН УРСР.
- 1989 р. — начальник Середньодністровської госпдоговірної експедиції ІСН АН УРСР.
- 1990 р. — начальник Середньодністровської госпдоговірної експедиції ІСН АН УРСР.
- 1991 р. — начальник Розвідкового загону Волинської експедиції Волинського краєзнавчого музею.
- 1992 р. — начальник розвідкової експедиції Волинського краєзнавчого музею; начальник розвідкового загону Верхньодністрянської археологічної експедиції (ВДАЕ) Інституту народознавства НАН України.
- 1993 р. — начальник Розвідкової експедиції Волинського краєзнавчого музею; начальник розвідкового загону ВДАЕ ІН НАН України.
- 1995—2002 рр. — начальник Розвідкової експедиції Львівського історичного музею.
- 1996 р. — начальник Новобудівної експедиції НДЦ «Рятівна археологічна служба» ІА НАН України.
- 1997 р. — начальник Південно-Бузької госпдоговірної експедиції НДЦ «Рятівна археологічна служба» ІА НАН України.

## Праці
Монографії:
- Старожитності Волині. Львів: НВФ «Українські технології», 1997. 232 с.

Колективні монографії:
- (рос.) Археология Прикарпатья Волыни и Закарпатья (энеолит, бронза и раннее железо). Киев. Наукова думка, 1990.
- «Етногенез і етнічна історія Українських Карпат». Львів, 1999:

Статті:
- Обробка кременю населенням Західної Волині за доби міді — ранньої бронзи.// Археологія. 1982. 37. — С. 17—31.
- Класифікація крем'яної сировини Заходу України // Наукові записки. Львів, 1998. — С. 139—157.
- Нові мезолітичні пам'ятки Західної Волині // Волино-Подільські археологічні студії. Львів, НВФ Українські технології, 1998. Вип. 1. — С. 18—49.
- Землеробство населення трипільської культури Західної Волині // Наукові записки. Львів, НВФ «Українські технології», 2000. — С. 166—179.
- Дописемна історія Львова // Наукові записки. Львів: НВФ «Українські технології», 1999. — С. 138—155.

Довідники:
- «Археологічні пам'ятки Волині. Рожищенський район» (співавтор Оприск В.) Луцьк: «Надстир'я», 1991. 86 с.
- «Нові пам'ятки археології Надстир'я» (Луцький район) (співавтор Івановський В.) Львів: НВР. «Українські технології», 1997. 86 с.

Брошури:
- «Стародавня історія Лагодова» (співавтор Маршалок Б.). Львів. Новий час, 2000. 79 с.
- «Нова Скварява. Пам'ятки археології» (співавтр Яворівський З.). Львів: Новий час, 47 с.
- «Лукаші. Багатошарова пам'ятка археології на Брідщині». Львів, 2005.